# Bärlauch
Der Bärlauch (Allium ursinum) ist eine Pflanzenart aus der Gattung Allium und somit verwandt mit Schnittlauch, Zwiebel und Knoblauch. Die in Europa und Teilen Asiens vor allem in Wäldern verbreitete und häufige, früh im Jahr austreibende Pflanzenart ist ein geschätztes Wildgemüse und wird vielfach gesammelt. Für viele Tiere ist Bärlauch dagegen giftig (→ Zwiebelvergiftung). Bärlauch wird auch Bärenlauch, Knoblauchspinat, wilder Knoblauch, Waldknoblauch, Rinsenknoblauch, Hundsknoblauch, Hexenzwiebel, Ramsen oder Waldherre genannt.

## Beschreibung

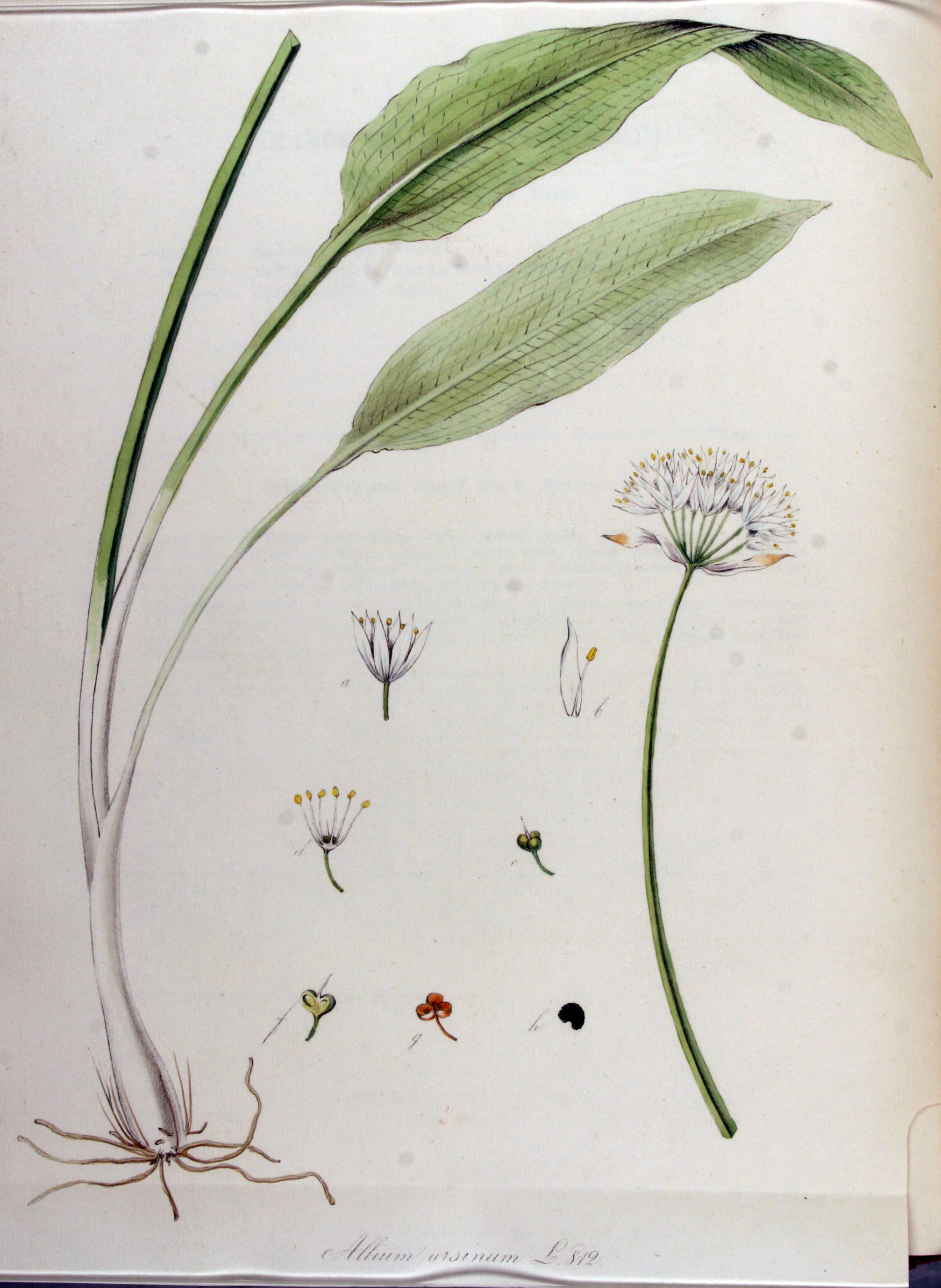
Illustration aus Flora Batava, Volume 11

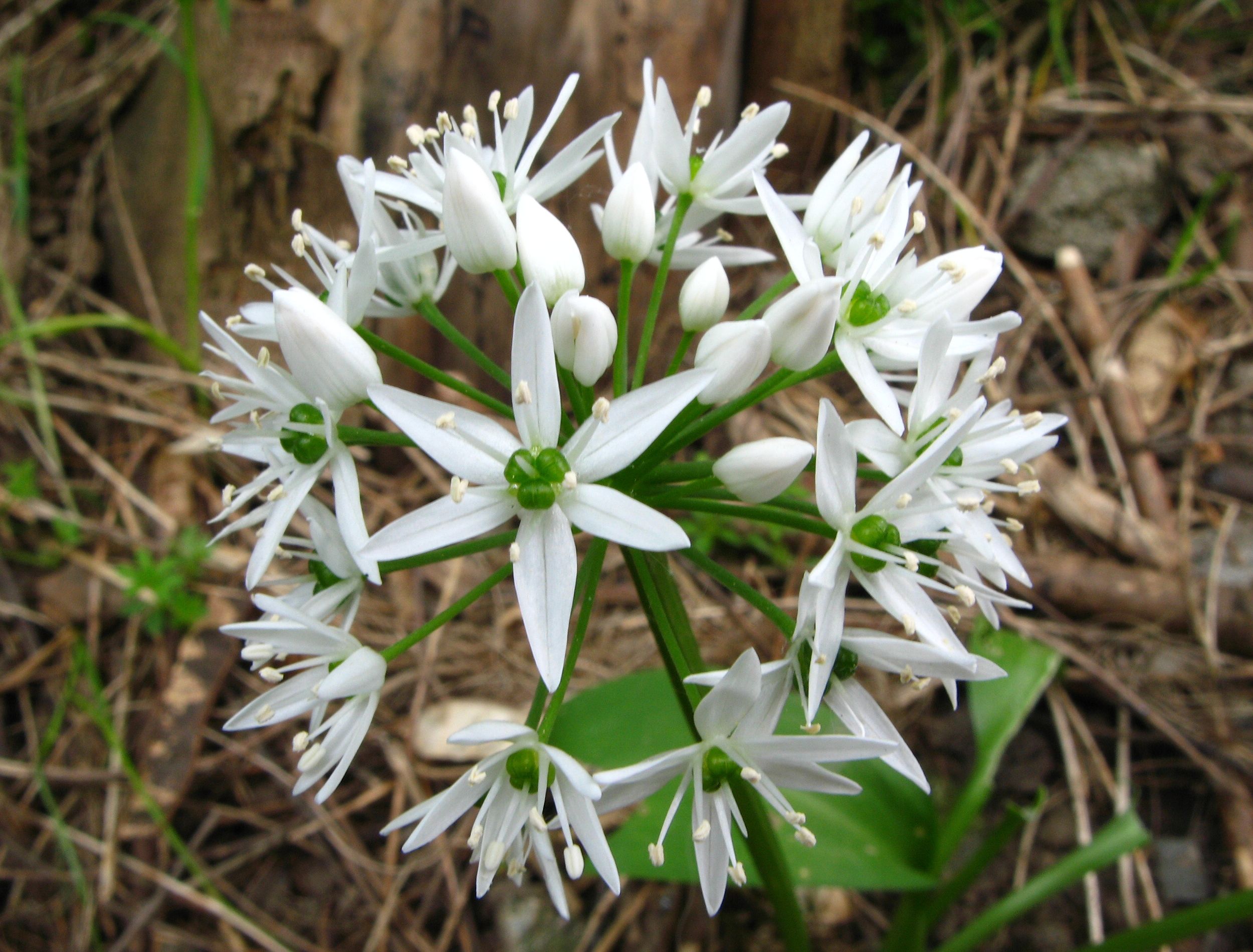
Blütenstand

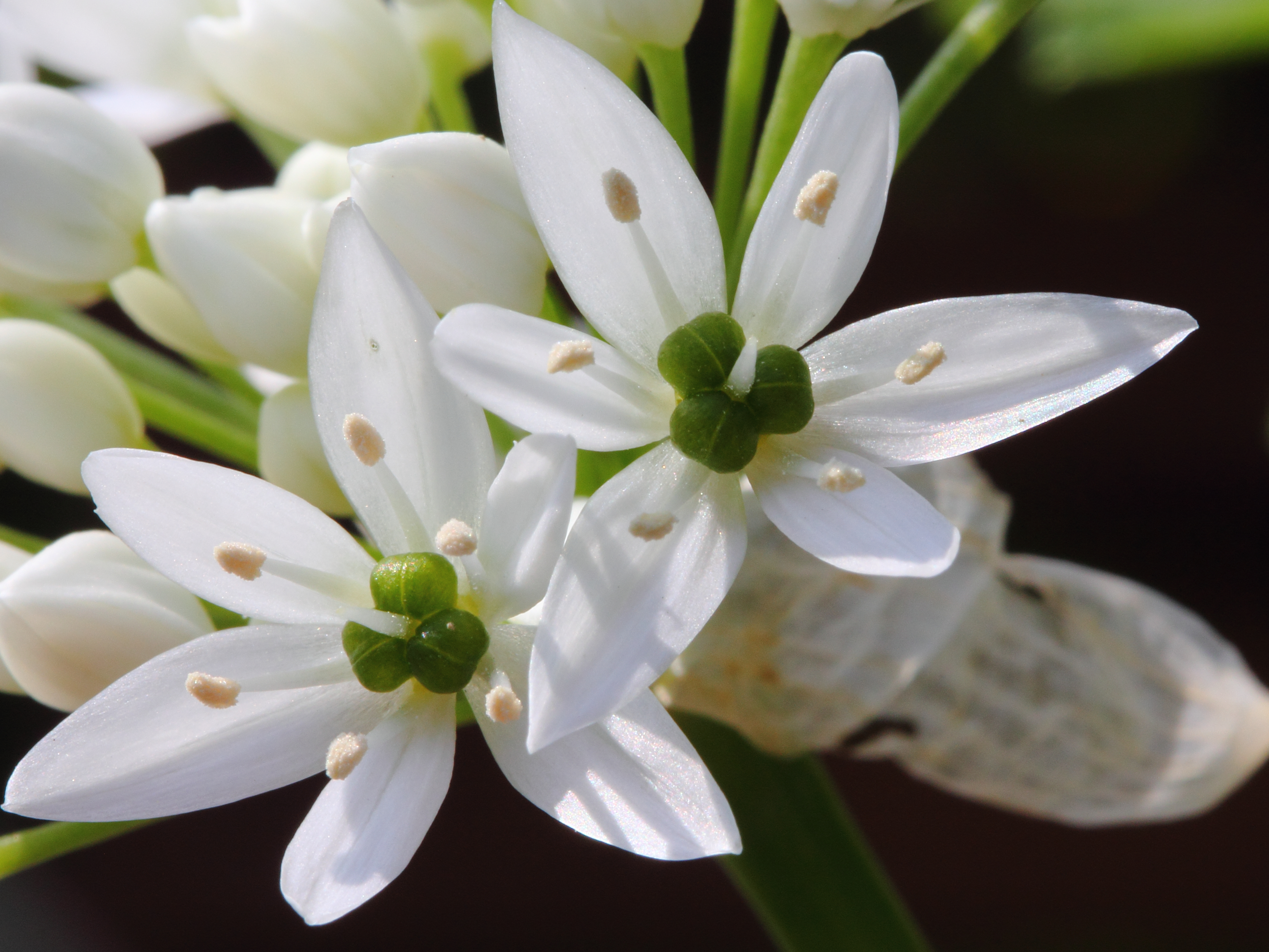
Detailansicht der radiärsymmetrischen, dreizähligen Blüten

### Vegetative Merkmale
Der Bärlauch ist eine ausdauernde krautige Pflanze, die eine Wuchshöhe von etwa 20 bis 30 Zentimetern erreicht. Die sehr schlanke, längliche Zwiebel wird aus den Ansätzen der beiden Laubblätter gebildet und ist 2 bis 4, selten bis 6 Zentimeter lang. Sie ist umgeben von durchsichtigen, weißlichen oder gelblichen Häuten, die sich später bis auf einige Borsten reduzieren. Nebenzwiebeln werden nur vereinzelt gebildet oder sie fehlen ganz. Der aufrechte, kompakte Blütenstandsstiel ist dreikantig bis annähernd rund und nur am Ansatz beblättert.
Es sind meist zwei, selten ein oder drei grundständige, langgestielte Laubblätter vorhanden. Ausgehend vom Blattstiel verbreitern sie sich abrupt in die 2 bis 5 Zentimeter breite flache, elliptisch-lanzettliche Blattspreite. Die Blattoberseite glänzt und ist von dunklerem Grün als die matte Unterseite. Der Geruch ist typisch lauchartig.

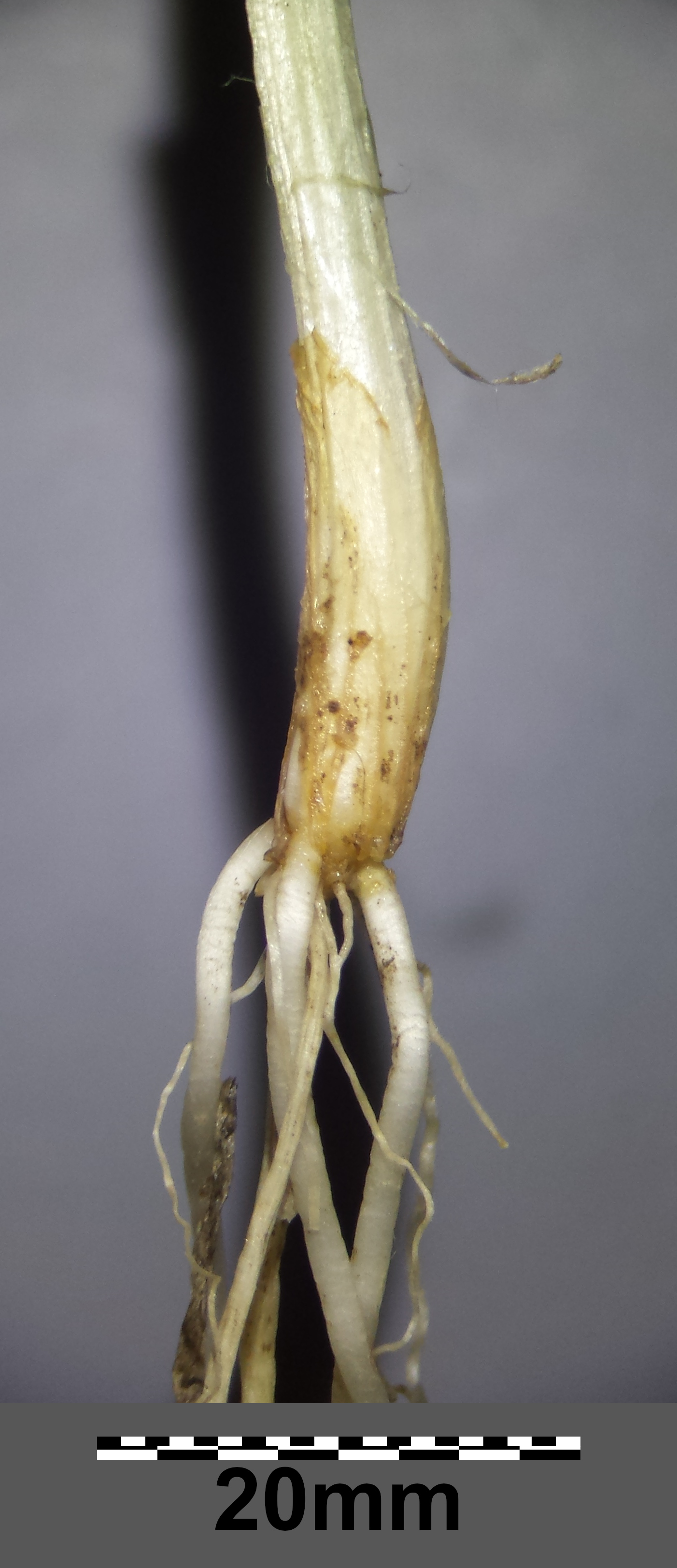
Zwiebel
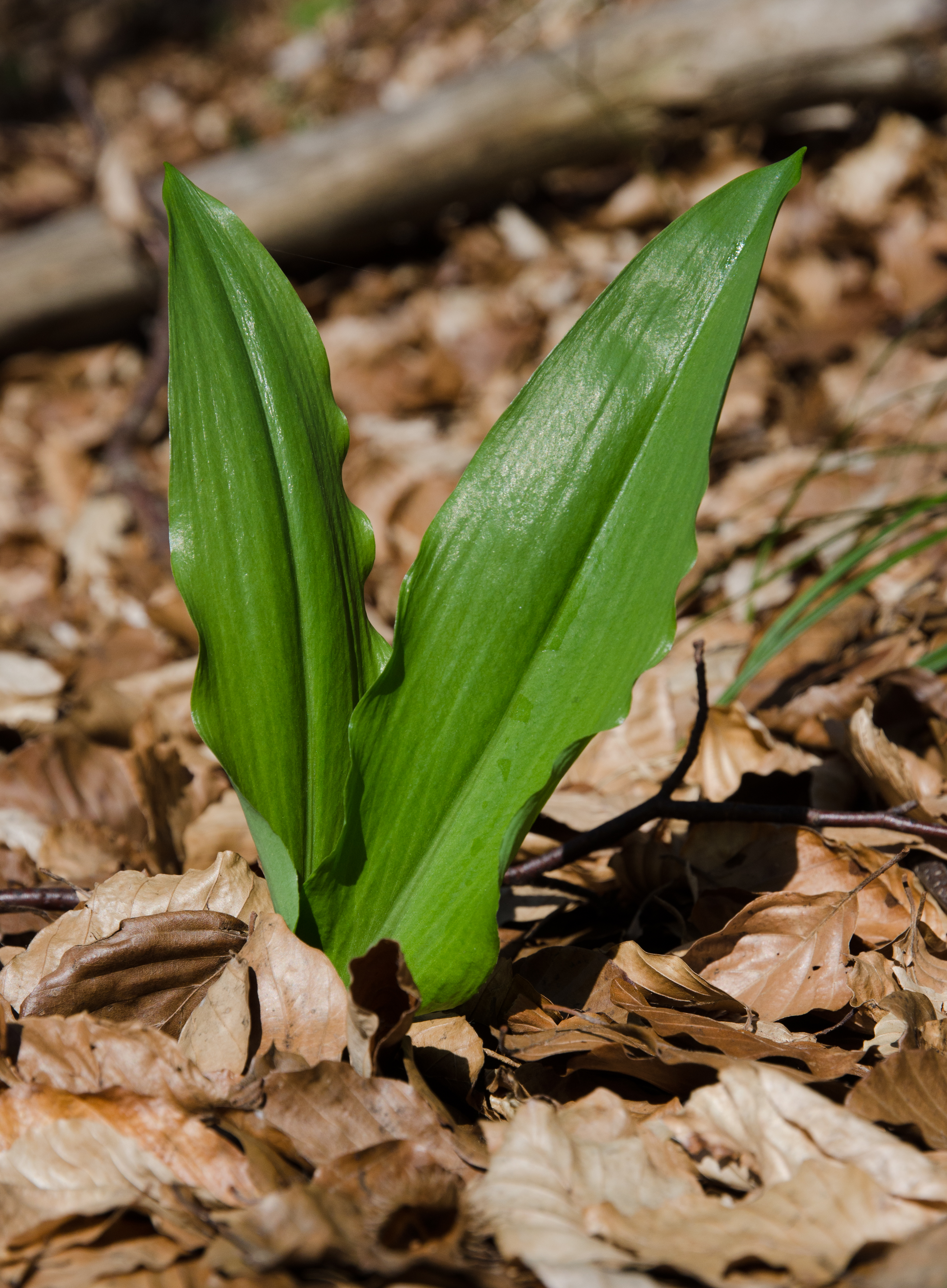
Die ersten Blätter
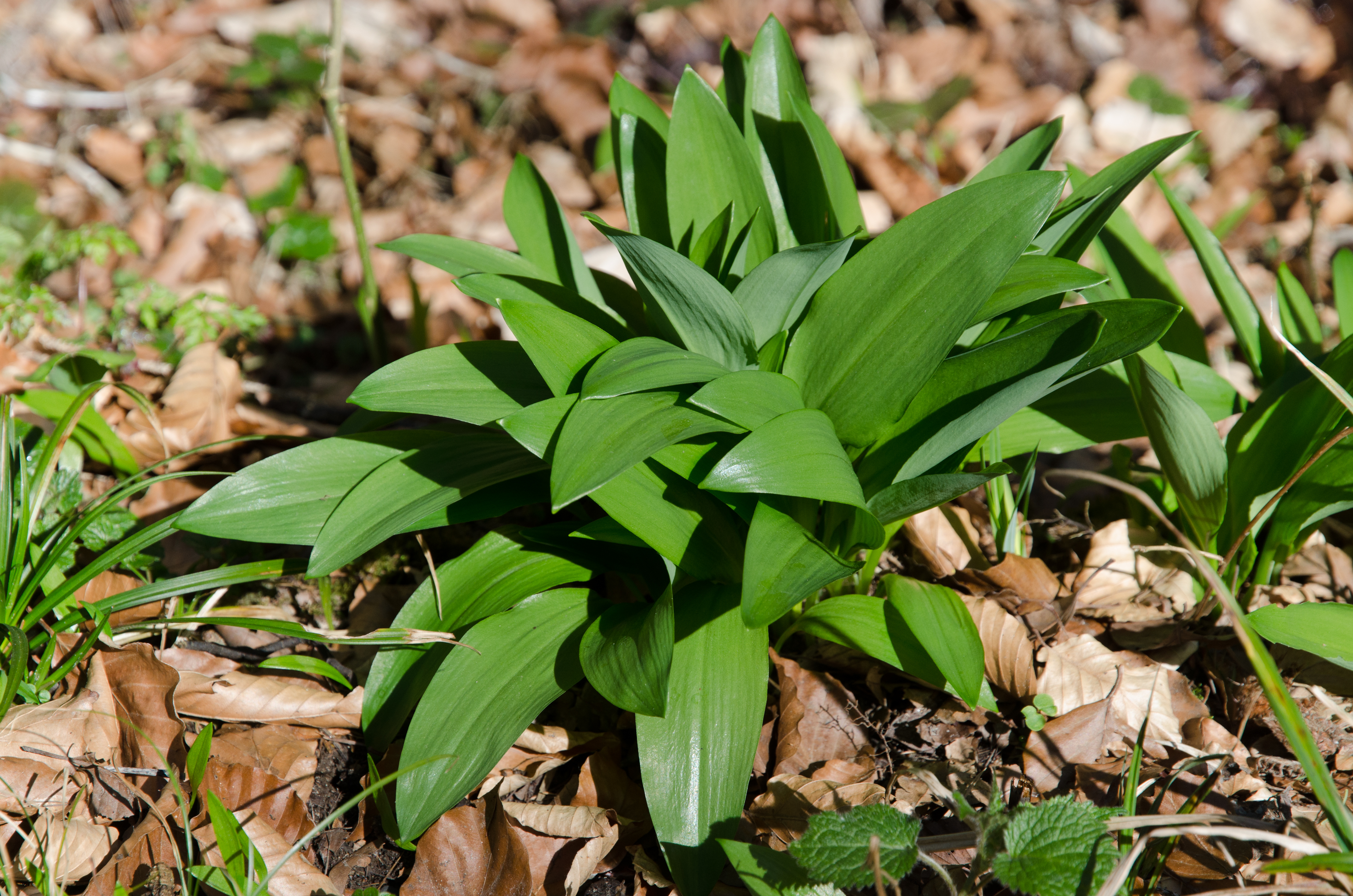
Frischer Austrieb
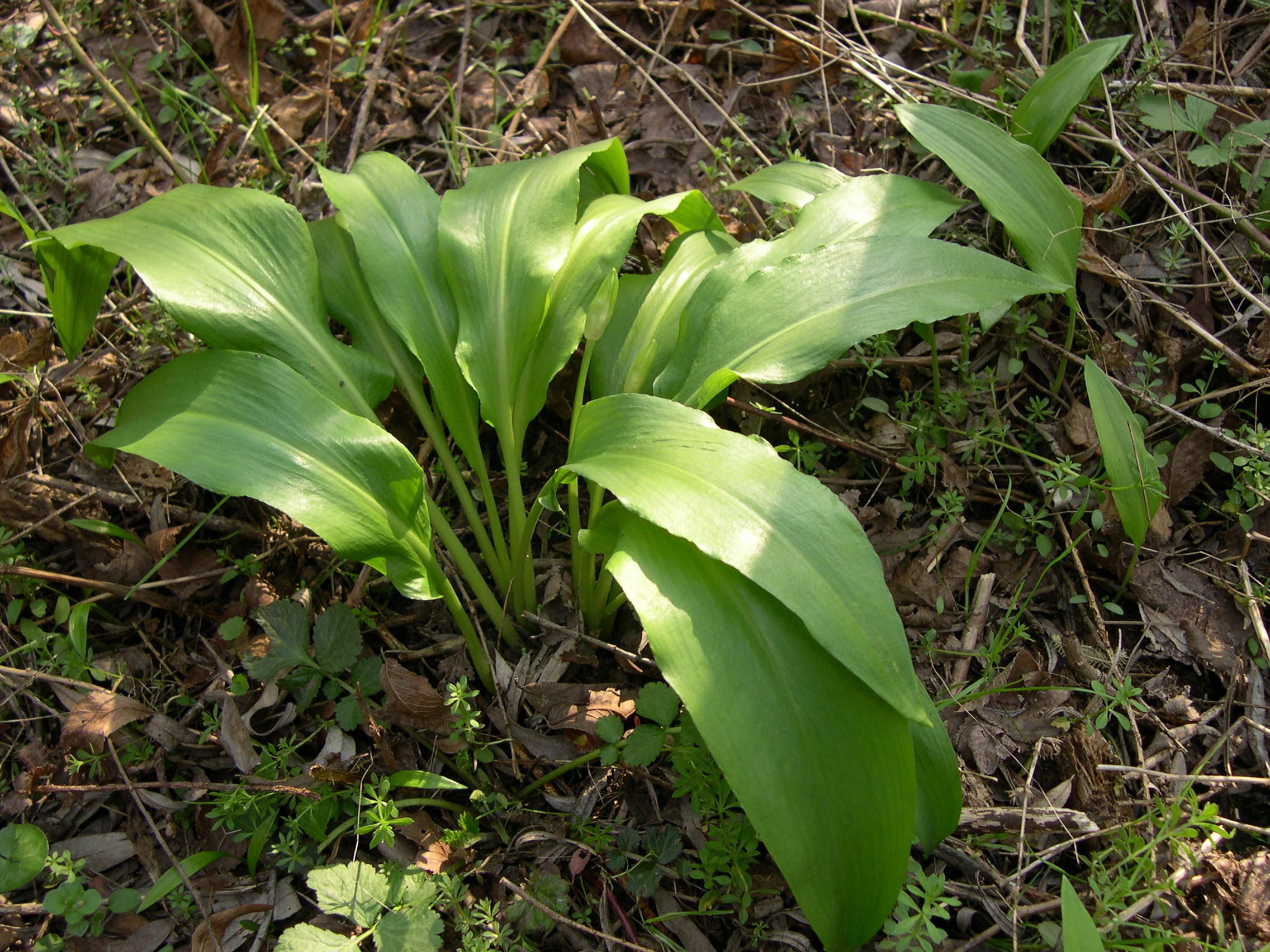
Pflanze vor der Blüte
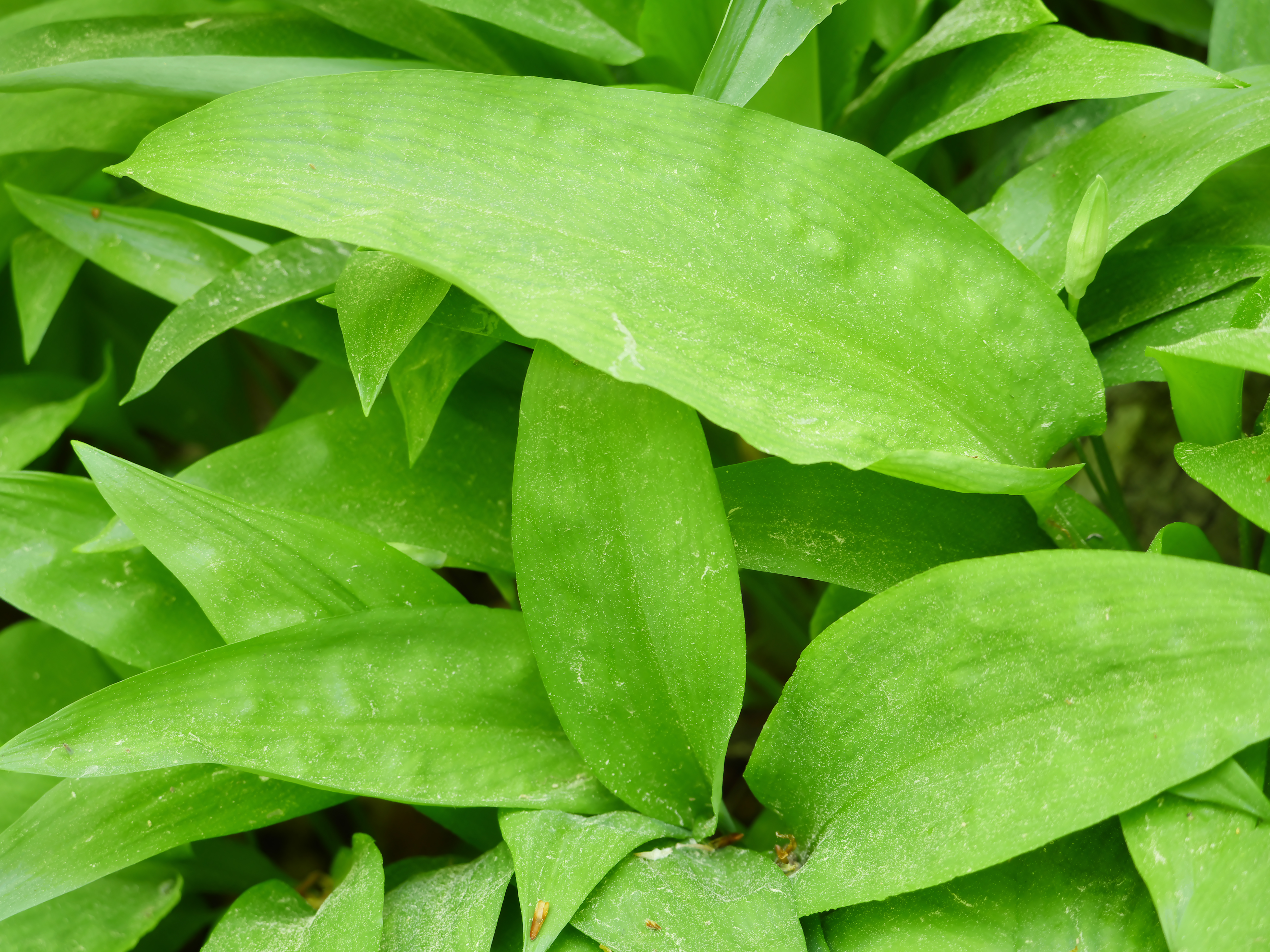
Blätter

### Generative Merkmale
Die Blütezeit reicht von April bis Mai. Der Blütenstand wird umschlossen von einer zwei- oder dreiklappigen, zugespitzten eiförmig-länglichen Hülle, die ebenso lang oder länger ist als die Blütenstiele und bald abfällt. Die duftenden, wenigen bis mehr als zwanzig Blüten stehen in einer flachen Scheindolde, Brutzwiebeln fehlen stets. Die geraden Blütenstiele sind bis 2 Zentimeter lang.
Die zwittrigen Blüten sind radiärsymmetrisch und dreizählig. Das reinweiße Perigon besteht aus sechs linealisch-lanzettlichen, 8 bis 10 Millimeter langen Blütenhüllblättern, die spitz oder abgestumpft sein können und aufrecht abstehen. Die pfriemlichen Staubblätter sind etwa halb so lang wie die Blütenhüllblätter und am Ansatz verwachsen. Der Griffel endet mit einer einfachen Narbe. Die Fruchtstiele sind direkt unter dem Perigon leicht geschwollen, der Fruchtknoten ist tief dreifach gefurcht.
Die Kapselfrucht enthält wenige Samen.
Die Chromosomenzahl beträgt 2n = 14.

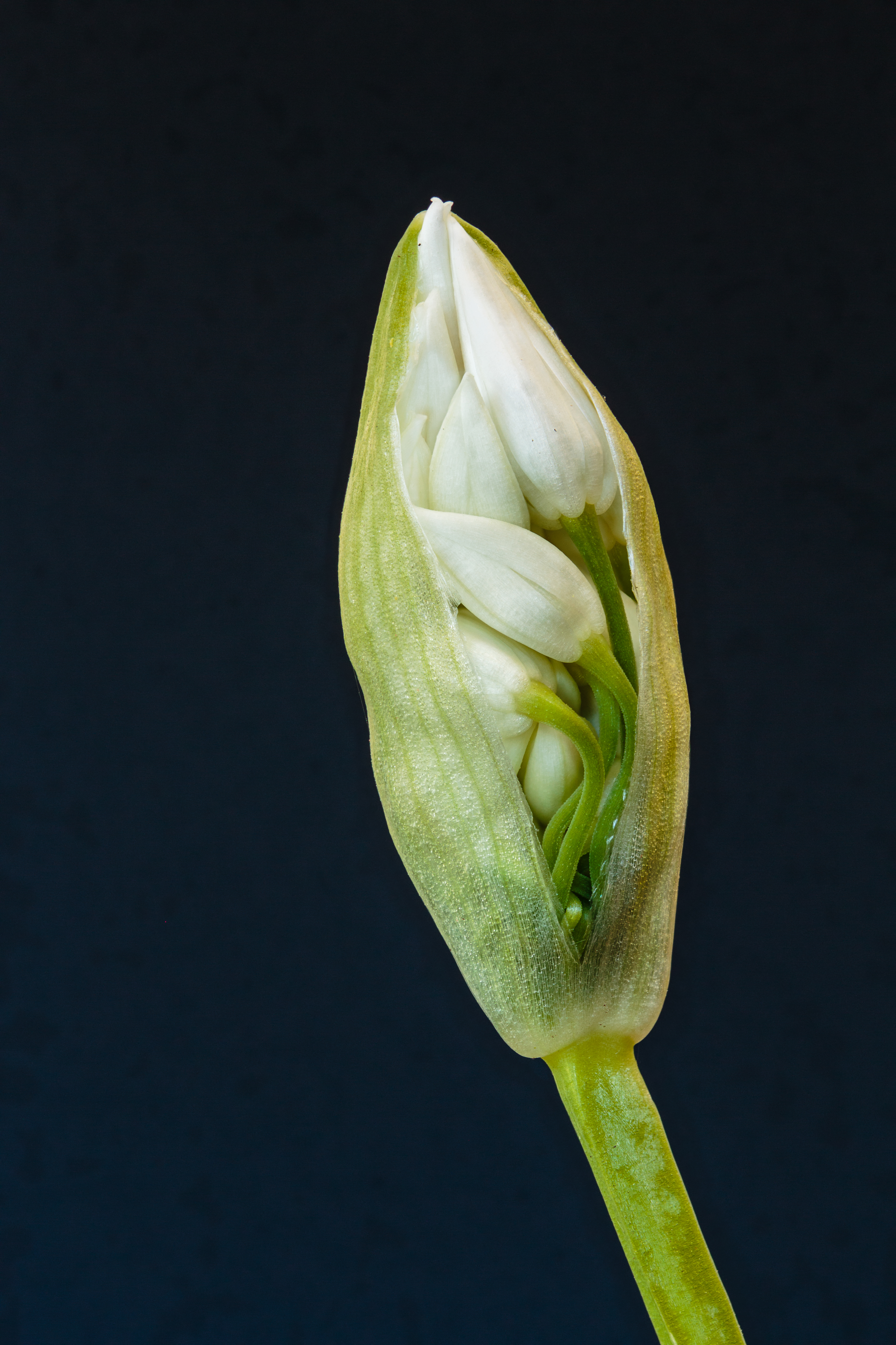
Aufplatzende Knospe eines Blütenstands
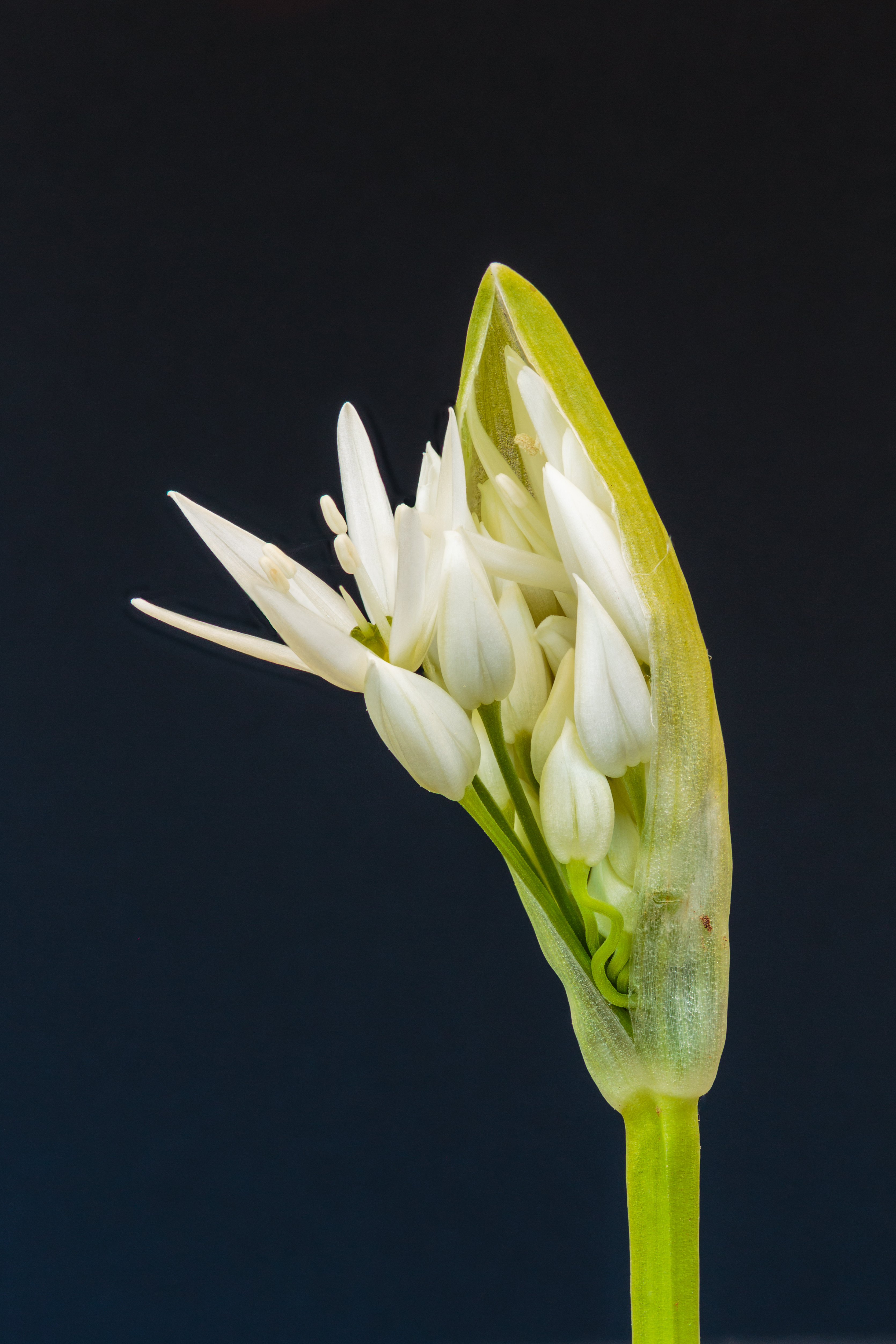
Weiter aufgeplatzte Knospe eines Blütenstands
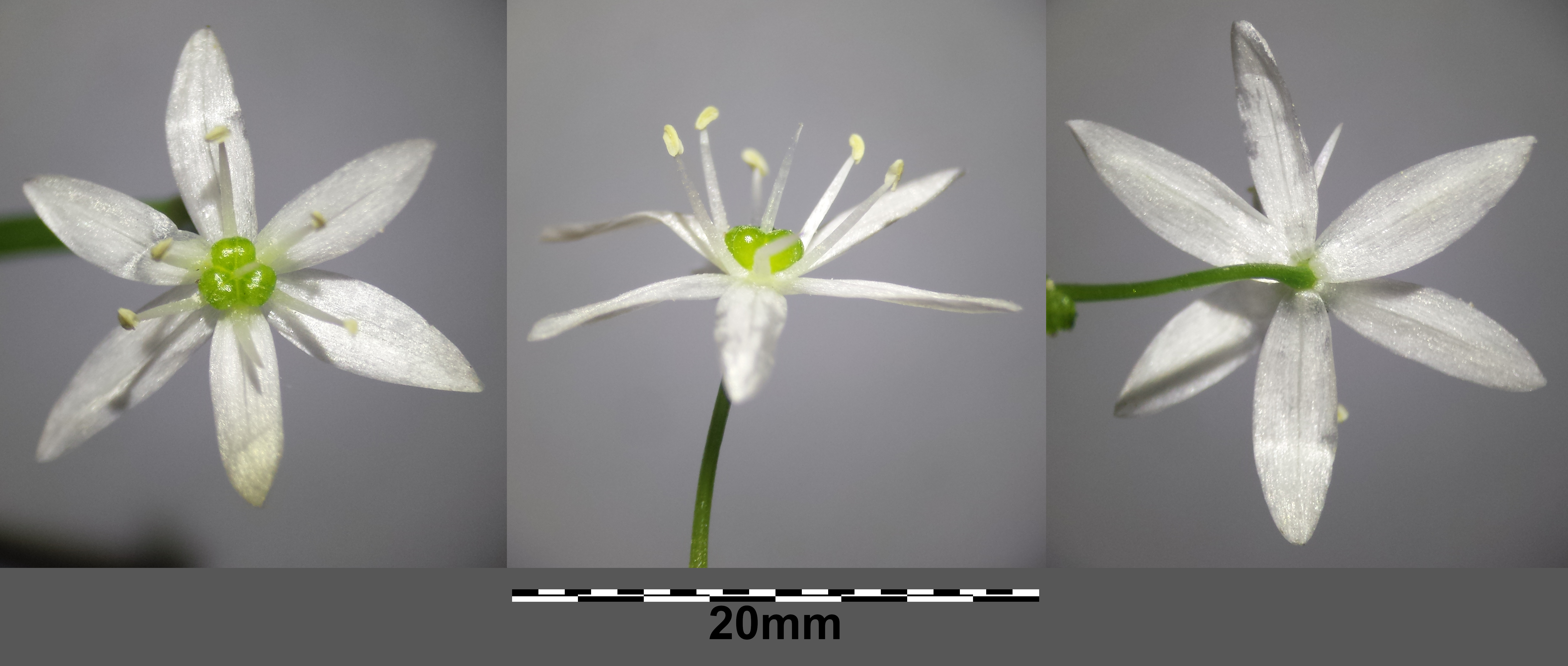
Einzelne Blüte aus mehreren Blickwinkeln
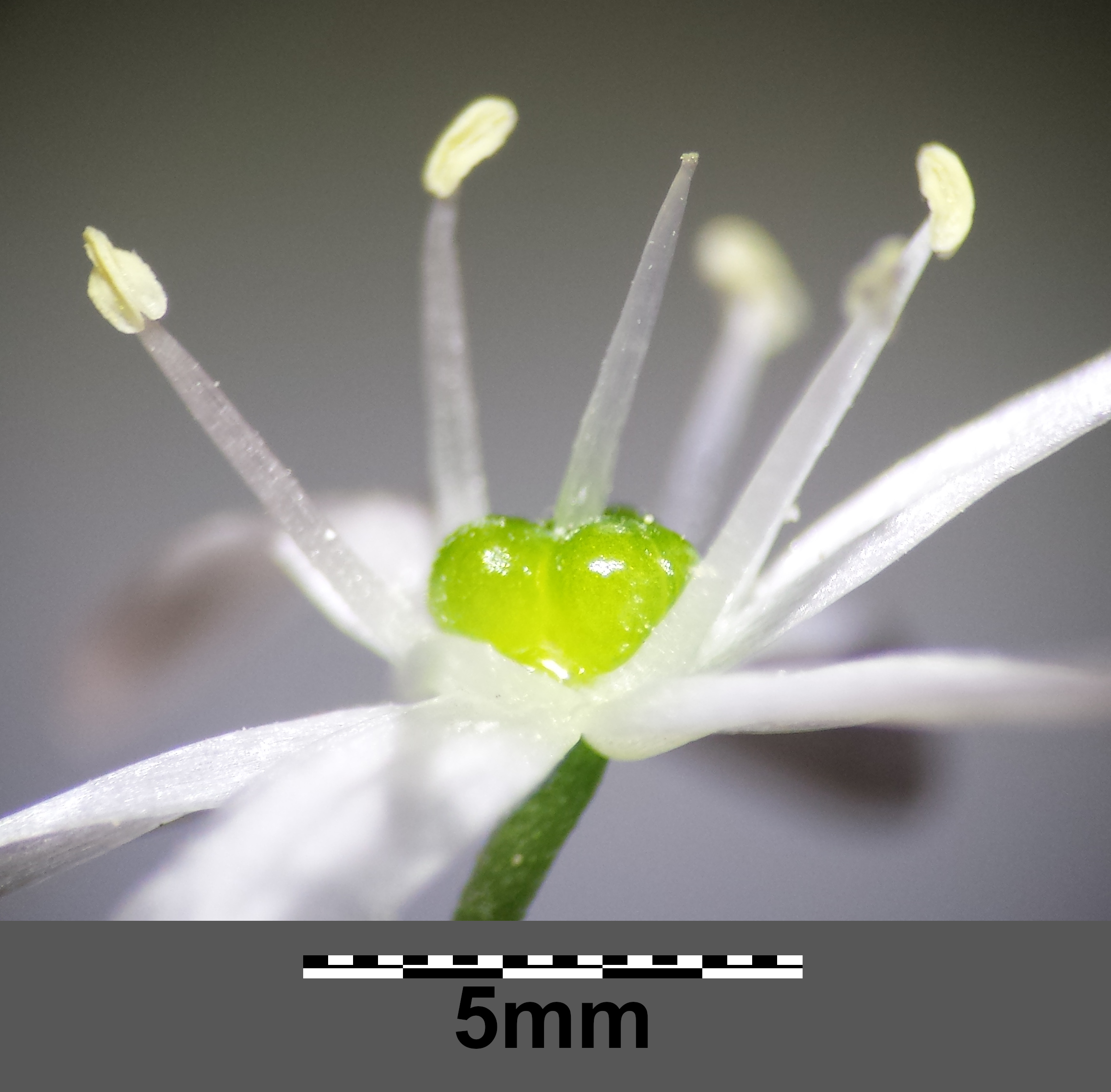
Einzelne Blüte im Detail
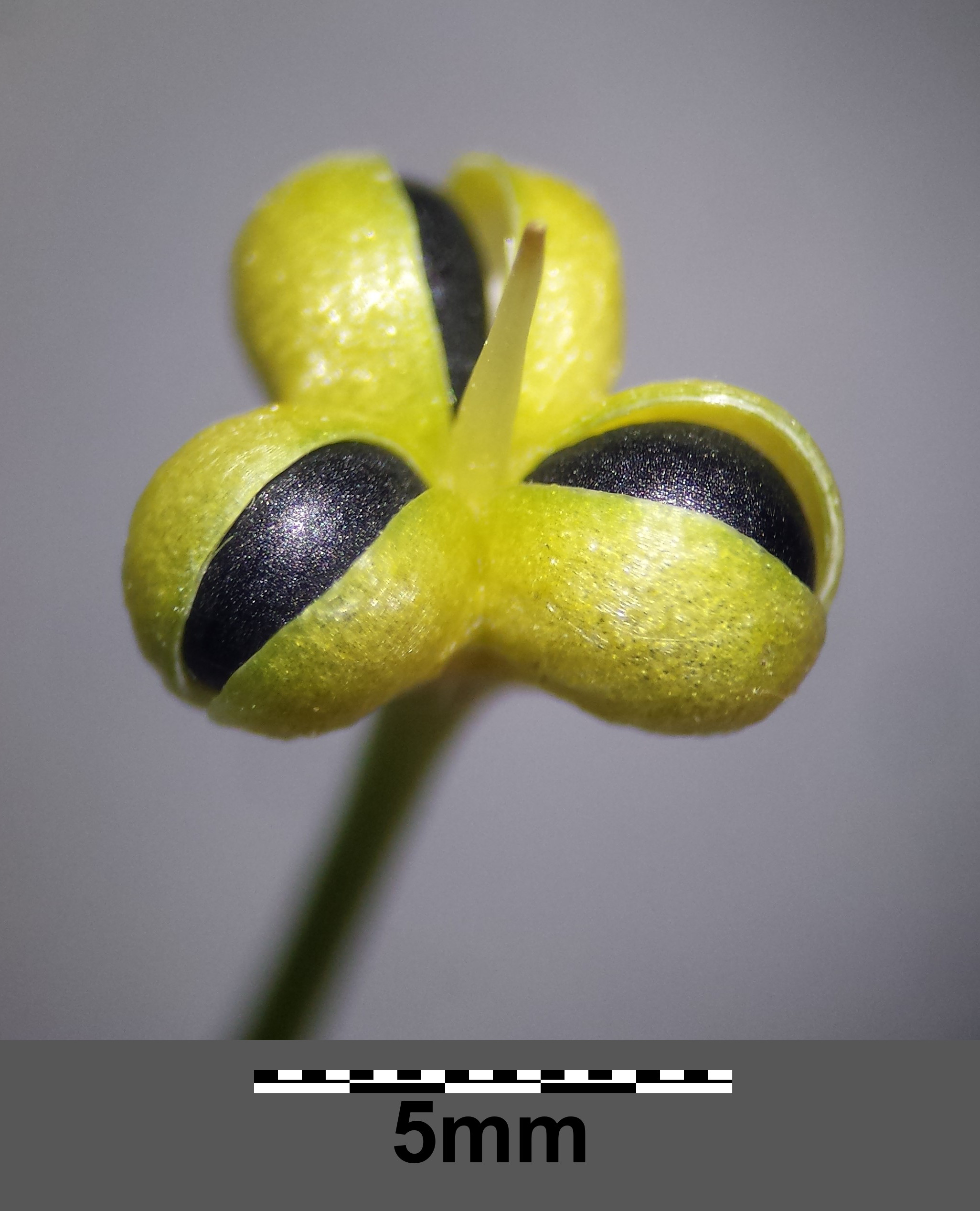
Frucht mit Samen
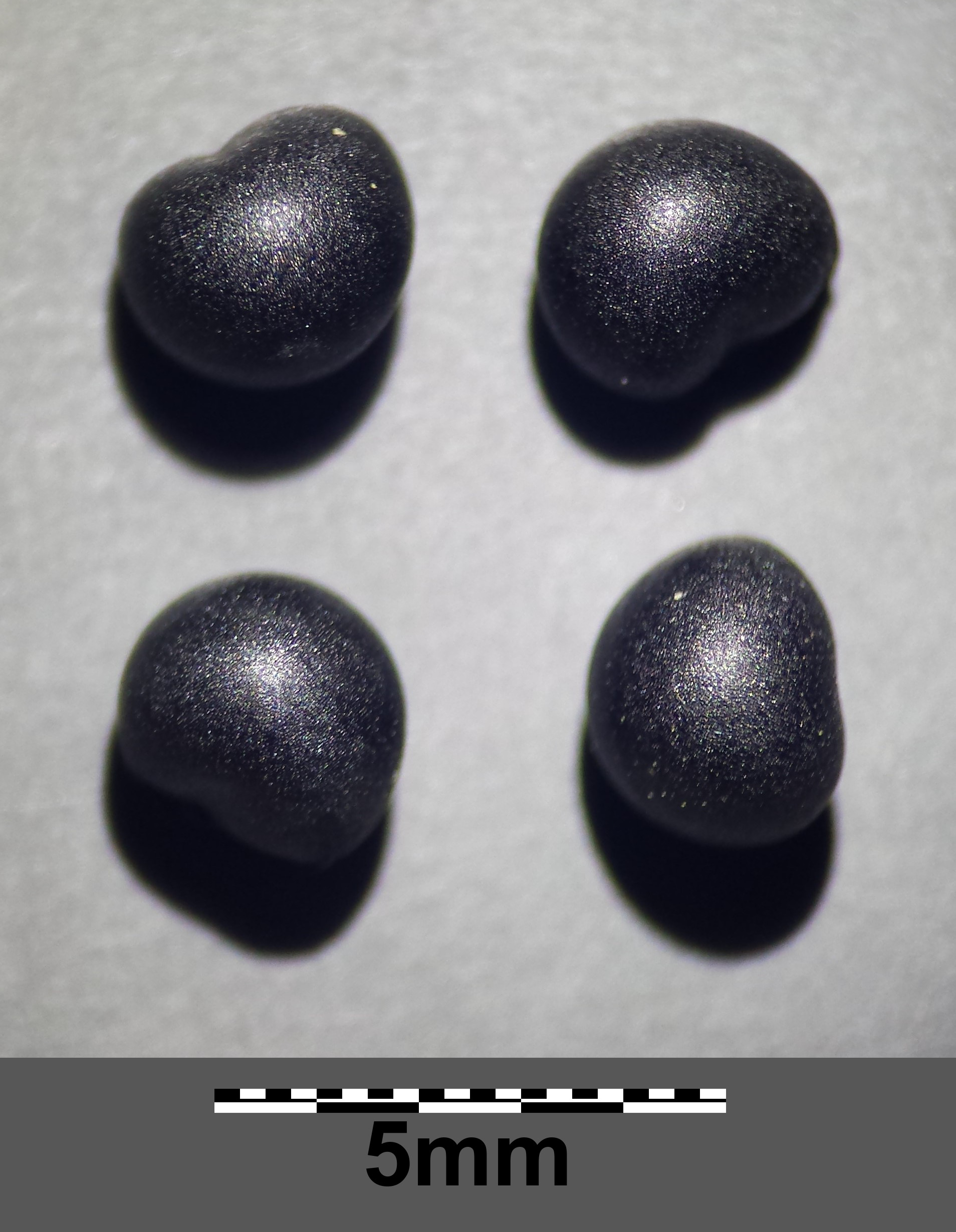
Samen

## Verbreitung und Standorte

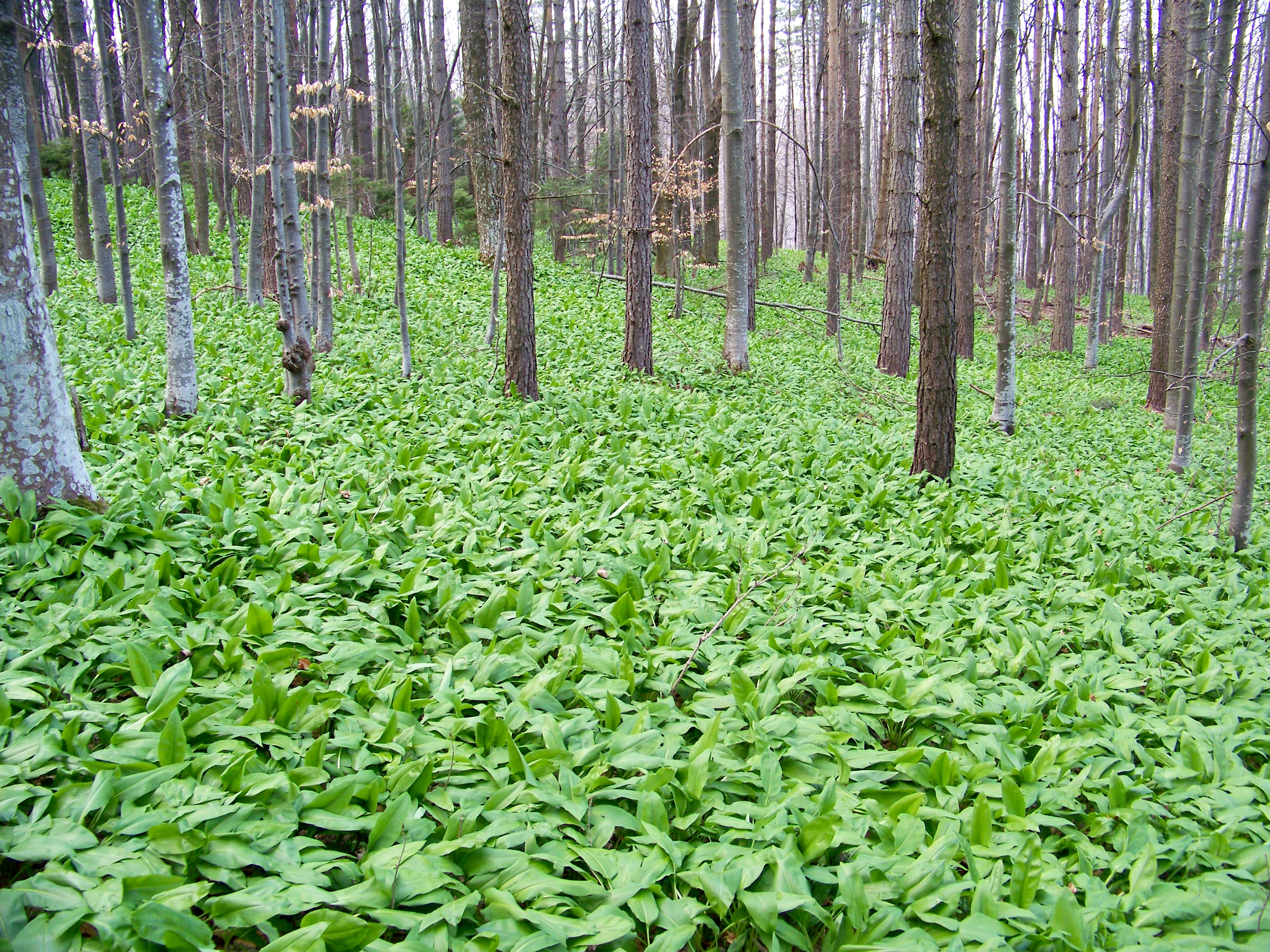
Bärlauchaspekt im April

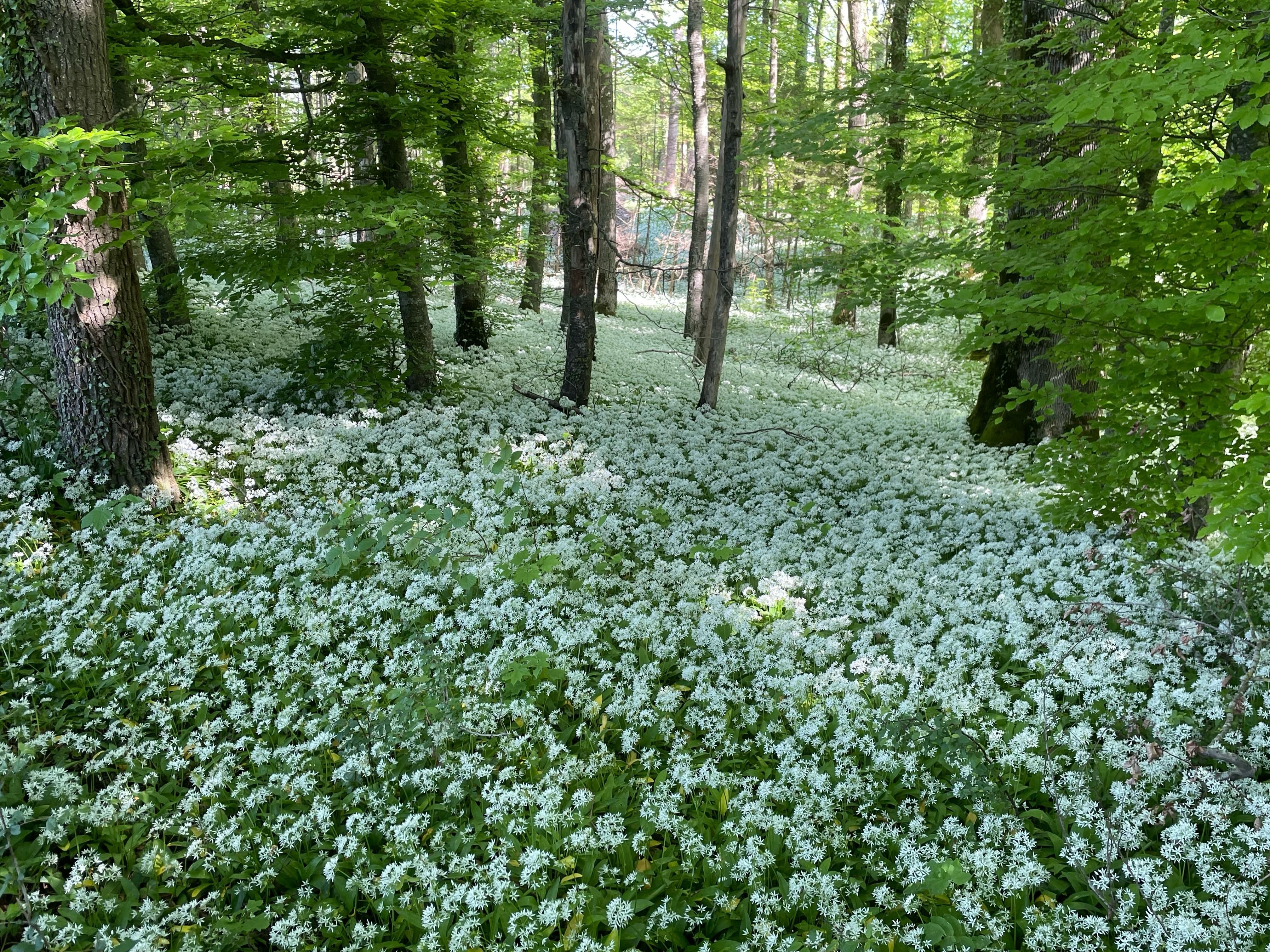
Bärlauch zur Blütezeit

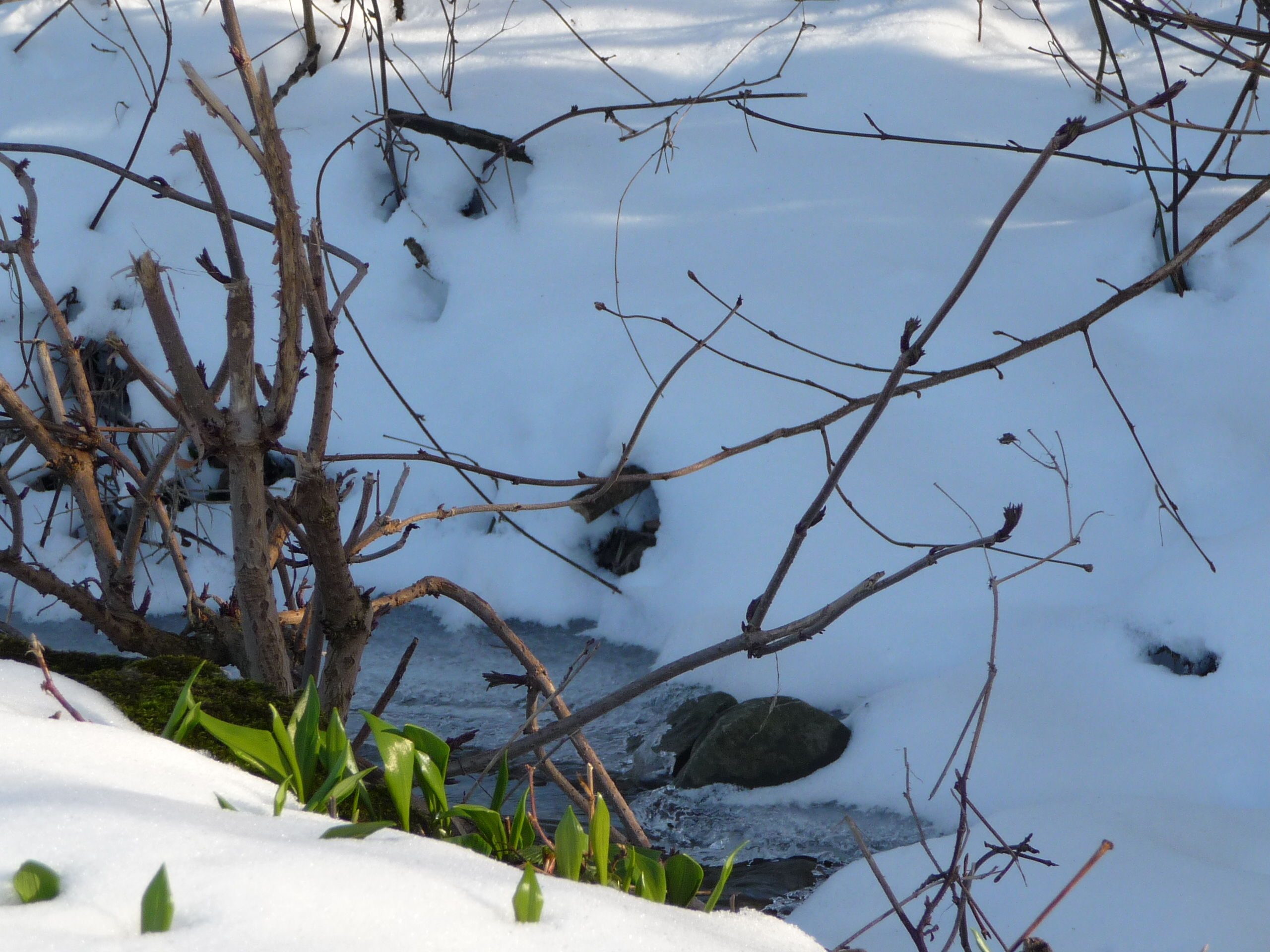
Früher Austrieb im März

Der Bärlauch ist in fast ganz Europa mit Ausnahme der immergrünen, mediterranen Region sowie der ungarischen Tiefebene bis nach Westasien (Kleinasien, Kaukasusraum) verbreitet. Er gedeiht in Höhenlagen von Meereshöhe bis in 1900 Metern (Voralpen).
In den Allgäuer Alpen steigt er im Inneren Höfats-Tobel in Bayern in Höhenlagen bis zu 1400 Metern auf.
In Deutschland wächst der Bärlauch besonders im Süden, im Norden seltener. Er bevorzugt Beckenlagen und die Auenbereiche größerer Flüsse. In Brandenburg und Hamburg wird der Bärlauch in der Roten Liste in der Kategorie 1 (vom Aussterben bedroht) geführt. In Bremen gilt er als extrem selten und in Schleswig-Holstein wird er als potenziell gefährdet (Kategorie 4) eingestuft. In Österreich ist er häufig bis zerstreut vorkommend, sehr stark im Leithagebirge, in Osttirol fehlt er, im westlichen und südlichen Alpengebiet Österreichs ist er gefährdet. In der Schweiz sind ebenfalls Vorkommen in tieferen und mittleren Lagen nachgewiesen.
Nicht an allen Standorten, an denen er in Form großer Bestände vorkommt, ist der Bärlauch auch einheimisch. Mancherorts hat er sich von künstlichen Anpflanzungen aus selbstständig ausgebreitet und ist daher eine Stinsenpflanze. Im Norden von Schleswig-Holstein und im Taunus konnte das anhand mehrerer Vorkommen nachgewiesen werden.
Er findet sich teils in großen Beständen in schattigen, feuchten und humusreichen Auwäldern und Laubwäldern, in Auen, Schluchten, unter Sträuchern oder an Bächen. Der Bärlauch ist ein Nährstoffzeiger, schätzt tiefgründige und humose, lockere, anhaltend feuchte Böden. Zusammen mit dem Buschwindröschen, dem Gelbstern, der Frühlingsknotenblume und dem Lerchensporn gehört er zur Corydalis-Gruppe, die für mäßig feuchte bis feuchte, kalkreiche Böden kennzeichnend ist. Bevorzugte Waldgesellschaften sind Ahorn-, Eschen-, Eichen- oder Ulmen-Mischwälder, in denen er bei entsprechenden Bodenverhältnissen eine Differentialart kalk- und nährstoffreicher Böden ist. Besonders häufig tritt er in Bärlauch-Buchenwäldern (Kalkbuchenwäldern oder Braunmullbuchenwäldern) auf und ist in seiner natürlichen Verbreitung an ozeanische Klimate oder geschützte Standorte gebunden. In solchen geophytenreichen Waldgesellschaften bedecken die Blätter des Bärlauches im zeitigen Frühjahr den gesamten Waldboden. Der Bärlauch kommt in Mitteleuropa zwar nur zerstreut vor, bildet aber häufig Massenvorkommen.
Die ökologischen Zeigerwerte nach Landolt et al. 2010 sind in der Schweiz: Feuchtezahl F = 4w (sehr feucht aber mäßig wechselnd), Lichtzahl L = 2 (schattig), Reaktionszahl R = 4 (neutral bis basisch), Temperaturzahl T = 3+ (unter-montan und ober-kollin), Nährstoffzahl N = 3 (mäßig nährstoffarm bis mäßig nährstoffreich), Kontinentalitätszahl K = 2 (subozeanisch).

## Ökologie
Zwei bis drei Monate nach dem Austrieb vergilben die Blätter durch Erwärmung der oberen Bodenschicht und verströmen dabei den typischen Knoblauchgeruch. Innerhalb dieser Zeit müssen die Samen ausgebildet bzw. in den Zwiebeln wieder genügend Nährstoffe für den Austrieb im nächsten Frühjahr gespeichert sein.

### Ausbreitung
Die Samen des Bärlauchs tragen zwar Elaiosomen, werden aber dennoch nicht von Ameisen verbreitet. Bärlauch breitet sich durch Anhaftungen von Lehmboden an Tierfüßen (Epizoochorie) aus. Das erklärt auch das häufig sehr fleckenweise Auftreten des Bärlauchs. In Ahorn-Eschenwäldern und Hartholz-Auwäldern kommt auch fließendes Wasser als Ausbreitungsmedium in Frage. Bärlauch bildet sehr viele Samen, ein Quadratmeter Bärlauchbestand kann 9000 Samen pro Jahr bilden.
Er ist ein Kaltkeimer, die Samen müssen also eine Frostperiode durchlebt haben, bevor sie keimen. Trotz seiner langen Keimdauer von zwei Jahren vermehrt sich Bärlauch schnell über seine Zwiebeln und bildet so innerhalb weniger Jahre große Horste. Beim Anbau im Garten muss der Bestand daher gelegentlich eingedämmt werden.

### Nahrungsbeziehungen

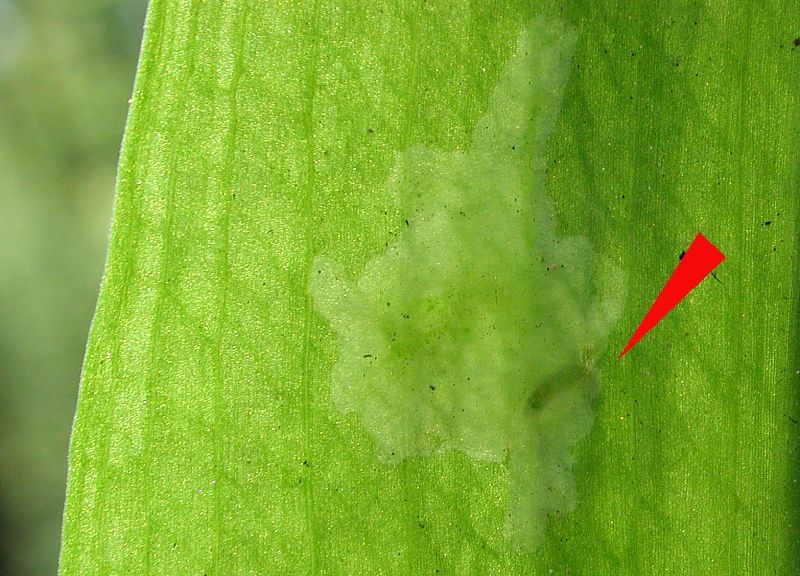
Larve von Cheilosia fasciata im Blatt.

Unter den Insekten, die den Bärlauch als Wirts- und Nahrungspflanzen nutzen, sind die beiden Schwebfliegen Cheilosia fasciata und Portevinia maculata zu nennen. Die Larven der erstgenannten Art minieren in den Blättern des Bärlauchs, die der zweiten Art im Blattstiel.

### Krankheiten
Bärlauch wird von den Rostpilzen Melampsora allii-fragilis, Melampsora allii-populina, Melampsora salicis-albae und Puccinia sessilis var. sessilis mit Spermogonien und Aecidien und Puccinia allii mit Uredien und Telien befallen.

## Systematik
Der Artname Allium ursinum wurde 1753 von Carl von Linné in Species Plantarum Tomus I, S. 300 erstveröffentlicht. Synonyme für Allium ursinum L. sind: Aglitheis ursina (L.) Raf., Cepa ursina (L.) Bernh., Geboscon ursinum (L.) Raf., Hylogeton ursinum (L.) Salisb., Ophioscorodon ursinum (L.) Wallr.
Das Artepitheton geht auf das lateinische Adjektiv ursinus, Bär-, Bären- zurück und wurde schon in vorlinnéischer Zeit für den Bärlauch verwendet. Plinius der Ältere bezeichnete den Bärlauch schon als allium ursinum, Johann Bauhin als allium ursinum bifolium vernum sylvaticum. Woher die Namensbeziehung zum Bären kommt, ist unbekannt.
Neben der Nominatform Allium ursinum subsp. ursinum mit rauen Blütenstielen findet sich im Osten des Verbreitungsgebietes die Unterart Allium ursinum subsp. ucrainicum Oksner & Kleopow (Syn.: Allium ursinum var. ucrainicum (Oksner & Kleopow) Soó), die sich durch glatte Blütenstiele auszeichnet.

## Inhaltsstoffe
Frische Blätter enthalten rund 0,005 % Allicin, getrocknete rund 0,07 %. Frischmaterial enthält rund 0,5 % Alliin und 0,07 % Methyl-L-cysteinsulfoxid. Neben diesen schwefelhaltigen Verbindungen kommen noch Flavonoide, in Spuren Prostaglandine A, B und F, sowie blattspezifische Lectine vor.

## Nutzung

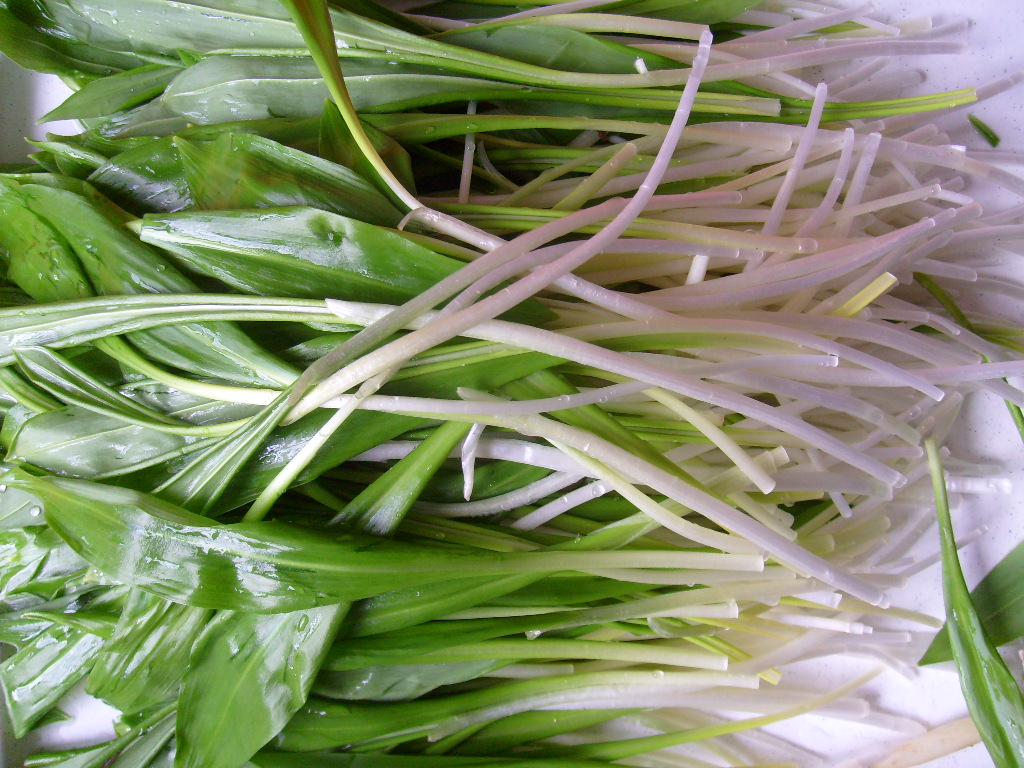
Frisch gepflückter Bärlauch

Der Bärlauch ist eine altbekannte Gemüse-, Gewürz- und Heilpflanze.

### Essbare Wildpflanze
Der Grundgeschmack des Bärlauchs ist scharf, intensiv knoblauchartig und aromatisch.
Alle Pflanzenteile des Bärlauchs sind essbar. Genutzt werden aber vorwiegend die Laubblätter, oft auch mit den Stängeln, frisch als Gewürz z. B. in Dip-Saucen, Kräuterbutter, Kräuterquark, Kräuterkäse, als Brotbelag, in Pesto oder ganz allgemein in Gemüsegerichten der Frühjahrsküche. Erntezeit für die Blätter ist März bis April. Durch Milchsäuregärung erzeugtes Bärlauch-Kimchi kann auch für viele Monate haltbar bleiben.
Durch Hitzeeinwirkung werden die schwefelhaltigen Stoffe verändert, wodurch der Bärlauch viel von seinem charakteristischen Geschmack verliert. Daher wird er meist roh und kleingeschnitten unter Salate oder andere Speisen gemischt. Im Frühjahr kann Bärlauch auch den Schnittlauch oder das Zwiebelkraut ersetzen. Eine Paste aus Wunder-Lauch hingegen ist markant schärfer und wenig schmackhaft. 
Nicht so bekannt ist die Verwendung der Knospen der Blütenstände zur Herstellung von Antipasti durch deren Einlegen in Öl, Essig oder Salzlake bzw. von „Bärlauchkapern“.

### Heilpflanze
Im Mittelalter wurde Bärlauch als Herba Salutaris bezeichnet und als Arznei- und Nahrungspflanze genutzt. Ihm wurden unheilabwehrende Eigenschaften zugeschrieben. Wegen der nützlichen Eigenschaften ist er in der Landgüterverordnung Capitulare de villis Karls des Großen unter den anzupflanzenden Nutzpflanzen und Heilkräutern aufgeführt. Auch im Werk De materia medica des Pedanios Dioskurides wird er, als eine der Arten der Zwiebeln, als entgiftend beschrieben.
In der Volksmedizin wird der Bärlauch heute bei Magen-Darm-Störungen eingesetzt, aufgrund seiner antibakteriellen Wirkung gegen Gärungsdyspepsien sowie als Karminativum. Weitere Einsatzbereiche sind als Antihypertonikum und Antiarteriosklerotikum. Ihm wird eine verdauungsfördernde, entgiftende, antimikrobielle und kreislauffördende Wirkung zugesprochen, die teilweise in pharmakologischen Tests auch bestätigt werden konnte. Alkoholische Extrakte zeigten eine hemmende Wirkung auf die Thrombozytenaggregation. Auch eine Wirksamkeit als ACE-Hemmer und antibakterielle Wirkung wurde nachgewiesen.
Wesentliche Inhaltsstoffe des Bärlauch mit pharmakologischer Wirkung sind verschiedene schwefelhaltige Verbindungen wie Alliin und Methiin, die beim Abbau niedermolekulare organische Disulfide bilden, die für den charakteristischen Geruch verantwortlich sind. Außerdem ist der hohe Gehalt an Phenolen und Saponinen erwähnenswert.

### Verwechslungsgefahr mit Giftpflanzen

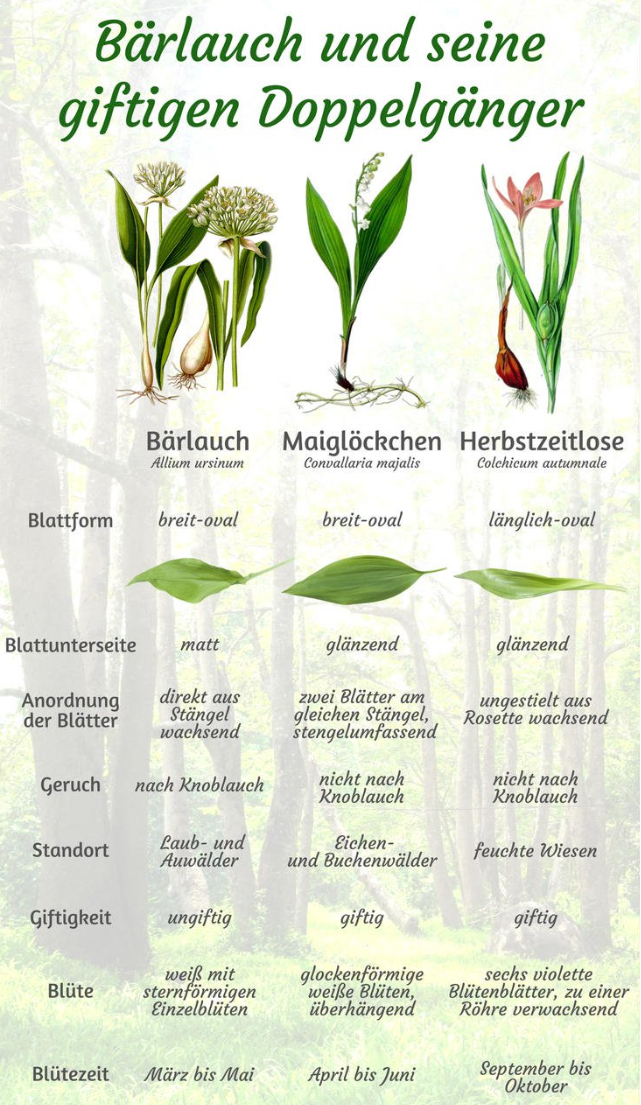
Bärlauch und seine giftigen Doppelgänger

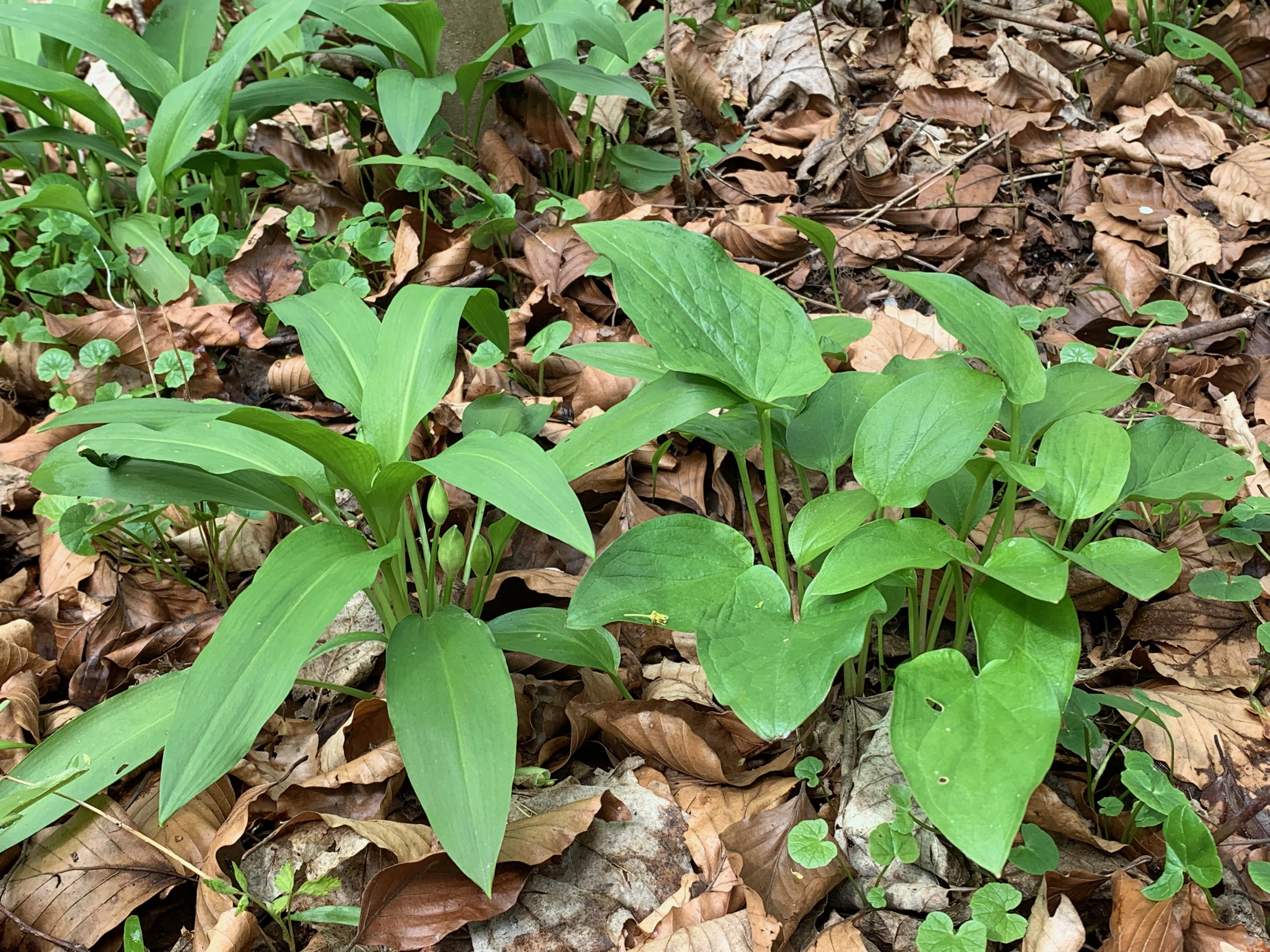
Bärlauch (links) und Gefleckter Aronstab (rechts) am gleichen Standort

Trotz der leichten Identifikation durch den knoblauchartigen Geruch, der beim Reiben der Blätter entsteht, wird Bärlauch von unerfahrenen Sammlern immer wieder mit dem Maiglöckchen, den im Frühjahr austreibenden Blättern der Herbstzeitlosen oder den meist ungefleckten Blättern jüngerer Pflanzen des Gefleckten Aronstabs verwechselt. Diese drei Pflanzen sind äußerst giftig und es kommt so immer wieder zu Vergiftungen, teils mit tödlichem Ausgang. Außer dem Geruch ist die Blattunterseite eine weitere Möglichkeit zur Unterscheidung des Bärlauchs von den giftigen Maiglöckchen und Herbstzeitlosen. Beim Bärlauch ist die Blattunterseite immer matt, bei Maiglöckchen und Herbstzeitlose glänzend. Ein charakteristisches Merkmal zur Unterscheidung von Bärlauch und Geflecktem Aronstab ist die unterschiedliche Blattnervatur der Pflanzen. Bärlauchblätter sind parallelnervig, Blätter des Gefleckten Aronstabes netznervig. Der ungiftige Wunder-Lauch mit bärlauchartigem Geruch stammt aus derselben Gattung Allium und wird gelegentlich als Berliner Bärlauch oder Seltsamer Lauch bezeichnet.

### Rechtliches zur Sammlung von Wildpflanzen in Deutschland
Bärlauch steht zwar nicht unter Naturschutz, doch ist das Sammeln innerhalb von Naturschutzgebieten und Naturdenkmälern nur dann gestattet, wenn die entsprechende Schutzverordnung es zulässt.
Nach § 39 des Bundesnaturschutzgesetzes genießt der Bärlauch auch außerhalb von Schutzgebieten einen Mindestschutz, der es untersagt, „ohne vernünftigen Grund wildlebende Pflanzen von ihrem Standort zu entnehmen oder zu nutzen oder ihre Bestände niederzuschlagen oder auf sonstige Weise zu verwüsten“ sowie deren „Lebensstätten zu beeinträchtigen oder zu zerstören“. Die Pflanzenteile dürfen nur für den Eigenbedarf gesammelt werden; die gewerbliche Nutzung von Bärlauchbeständen hingegen bedarf der behördlichen Genehmigung und der des Flächeneigentümers.
Im Stadtgebiet von Leipzig gibt es Bärlauchdiebstahl in größerem Umfang. Von 2018 bis 2022 gab es 15 Fälle und von Januar bis März 2023 acht Diebstahlfälle. Ende Januar 2023 erwischte die Polizei Personen mit 140 Kilogramm Bärlauch. Im Februar 2023 kam es beim bis dahin größten Fall zum Fund von fast einer Tonne illegal ausgerissener Pflanzen in 40 Säcken verpackt. Bei Kupferzell im Hohenlohekreis fasste die Polizei im April 2024 Diebe mit fast 2,5 Tonnen Bärlauch.

## Trivialnamen

Bärlauchblüte im Wappen von Unterramsern

Weitere zum Teil auch nur regional gebräuchliche Bezeichnungen für den Bärlauch sind oder waren: Bärenknufla (Göttingen), Germsel, Hollauch (mittelhochdeutsch), Hollouch (mittelhochdeutsch), großer Knoblauch (mittelhochdeutsch), Kremser (Aargau), Paules (mittelhochdeutsch), Rämsche (niederdeutsch), Rämsen (Göttingen), Rämtern (Entlebuch, Bern), Rame (althochdeutsch), Rames-adra (althochdeutsch), Rames-öre (althochdeutsch), Rampen, Rampsen, Ramsche (Göttingen), Ramsen (Allgäu), Rambs (Schlesien), Ramisch (Schlesien), Ramsel (Schlesien, Thüringen), Ramser (Schlesien, Bern, mittelhochdeutsch), Ramseren, Ransericht (Schlesien), Räpschala (St. Gallen bei Sargans), Ränze (Aargau), Räzschala (St. Gallen), Remese (mittelhochdeutsch), Remsa (St. Gallen, Oberrhein), Remschala (St. Gallen bei Sargans), Remsen (Göttingen) und Zigeunerknoblauch (St. Gallen bei Werdenberg).
Bärlauchvorkommen gibt es auch in Schweden und Norwegen (hier nur in geschützten Standorten) unter dem Namen Ramslök bzw. Ramsløk/Ramslauk in Anlehnung an die mittelhochdeutsche Bezeichnung, die damals durch Carl von Linné übernommen wurde.

## Weitere Illustrationen

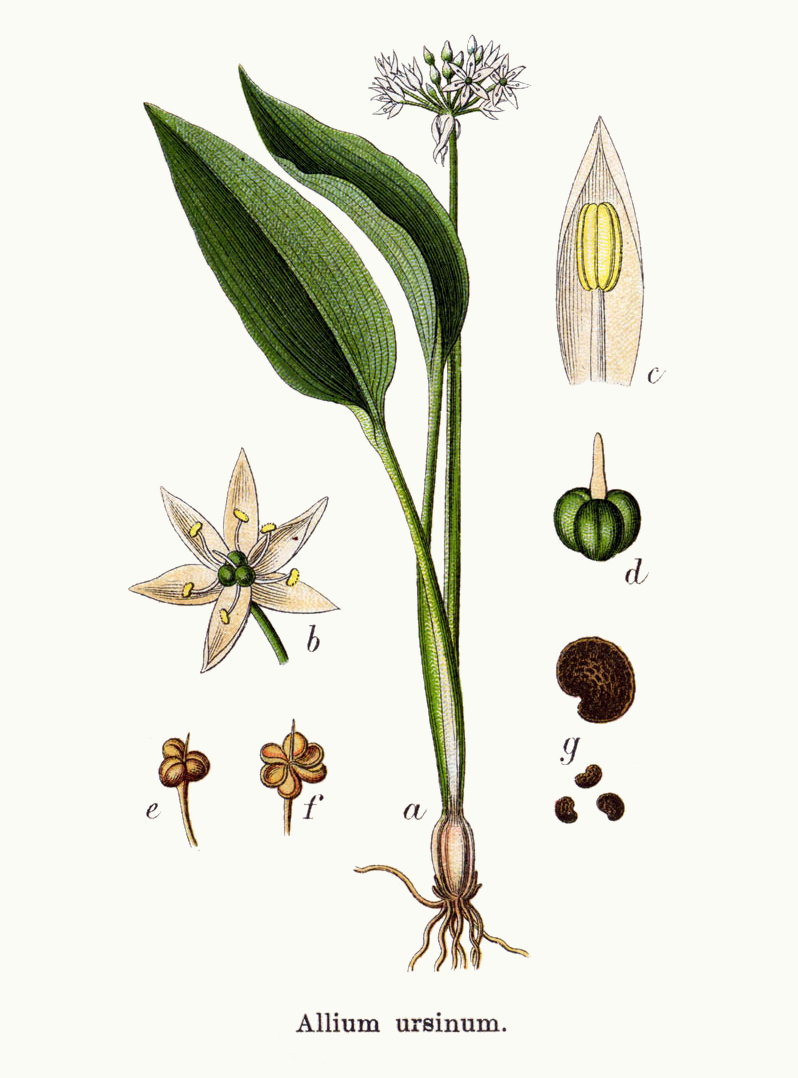
Illustration von Jacob Sturm
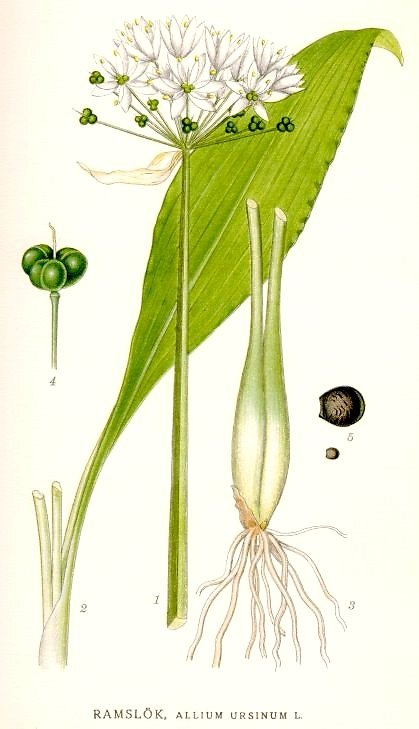
Illustration aus Bilder ur Nordens Flora
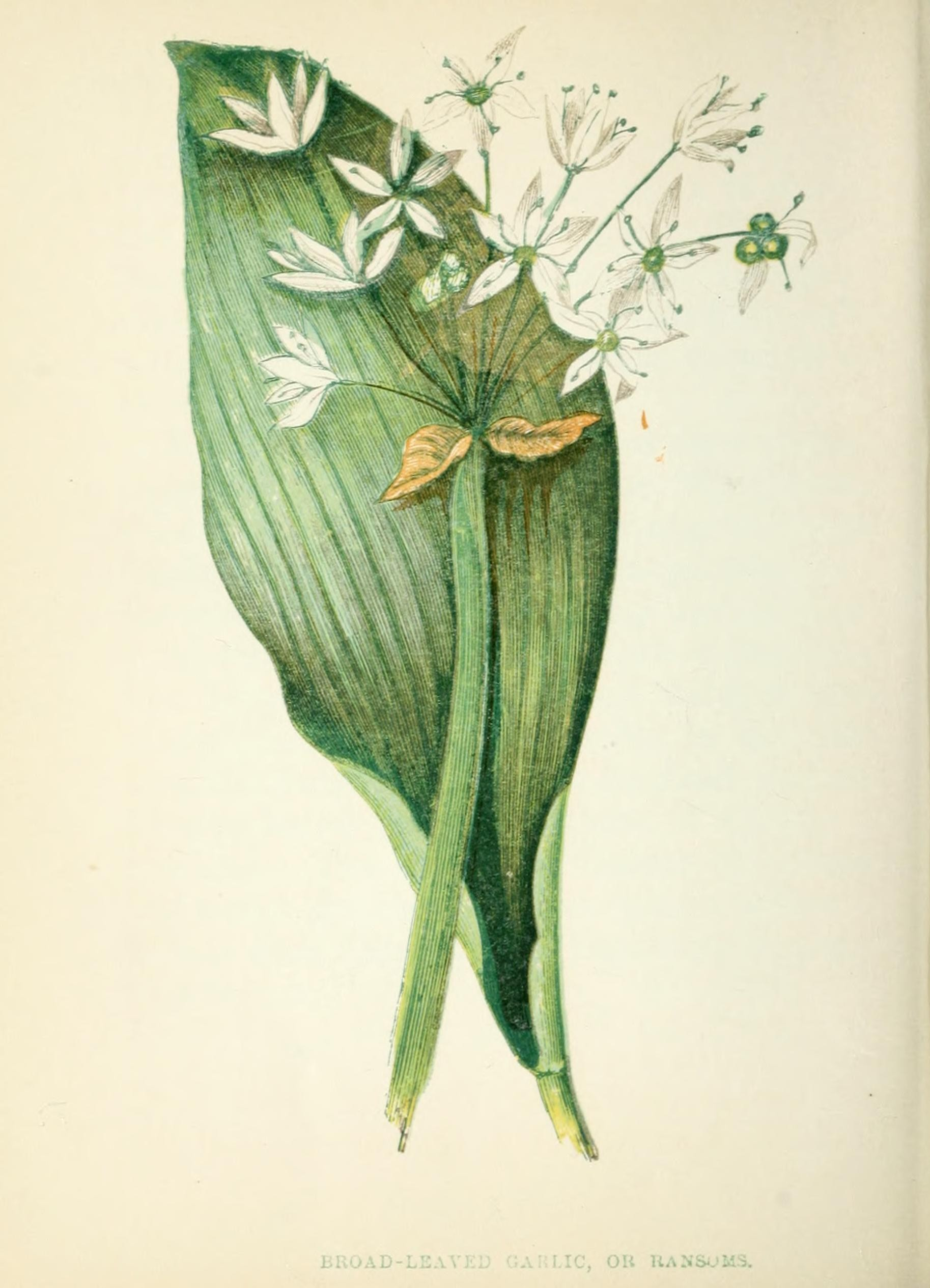
Illustration von Anne Pratt
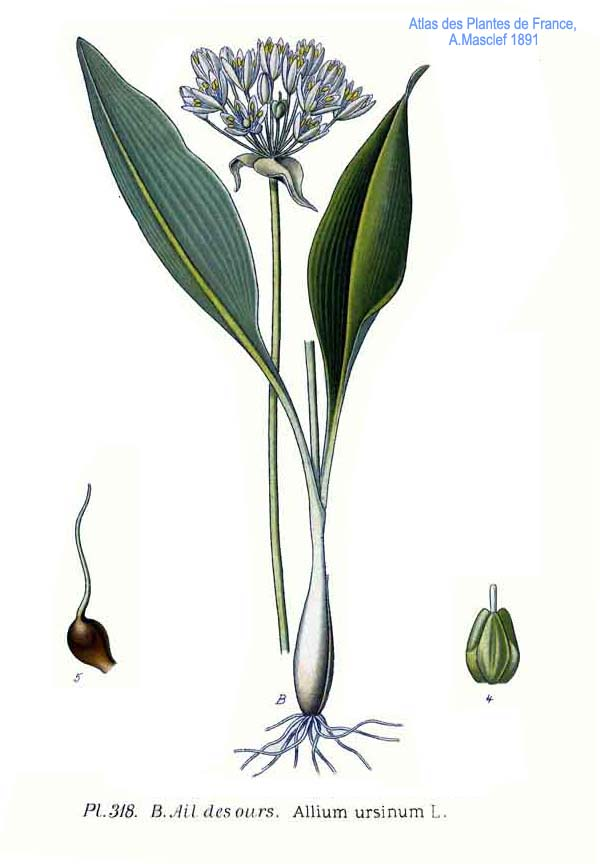
Illustration aus dem Atlas des plantes de France